# Willem Drees
Willem Drees (5 de juliol de 1886 - 14 de maig de 1988) va ser un polític neerlandès del Partit del Treball que va servir com primer ministre dels Països Baixos entre el 7 d'agost de 1948 i el 22 de desembre de 1958. Durant el seu mandat com a Primer Ministre, van ocórrer fets molt rellevants als Països Baixos, com la descolonització de les Índies Orientals Neerlandeses i la reconstrucció dels Països Baixos, uns anys després de la Segona Guerra Mundial.
El 1958, amb 72 anys, Drees es va retirar la política, després d'haver acabat el mandat com a Primer Ministre, sent un dels polítics més longeus dels Països Baixos, de la mateixa manera que Johan Rudolph Thorbecke.
Drees era reconegut per mantenir una postura política socialdemòcrata, però amb algunes idees basades en el pragmatisme. També va ser durant tota la seva vida un ferm defensor de la llengua auxiliar internacional esperanto.
Va morir el 14 de maig de 1988, a La Haia, amb 101 anys, convertint-se en una de les persones més longeves dels Països Baixos.
L'any 2004, Willem Drees va ser triat per la Radiodifusió Pública d'Holanda com la tercera persona més important de tots els temps en els Països Baixos.